# 植物の新品種の保護に関する国際条約
植物の新品種の保護に関する国際条約（しょくぶつのしんひんしゅのほごにかんするこくさいじょうやく、英: International Convention for the Protection of New Varieties of Plants、仏: Convention internationale pour la protection des obtentions végétales）は、1961年にパリで作成され、1972年、1978年、1991年に改正された国際条約である。この条約に基づいて設立された国際機関である植物新品種保護国際同盟の仏語略称UPOV（Union internationale pour la protection des obtentions végétales）に因み、UPOV条約（ユポフじょうやく）と通称される。
この条約の目的は、植物の新品種を育成者権という知的財産権として保護することにより、植物新品種の開発を促進し、これを通じて公益に寄与することにあり、このために植物新品種の保護の水準等について国際的なルールを定めている。
2006年9月現在のこの条約の締約国は、62か国である。日本は1991年改正条約を締結している。